# Arthur Jeffrey Dempster

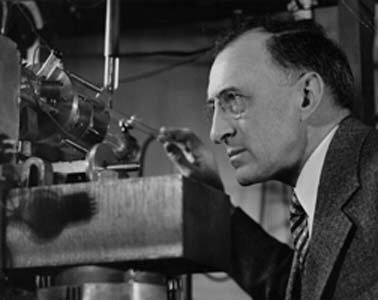
Arthur Jeffrey Dempster

Arthur Jeffrey Dempster (ur. 14 sierpnia 1886 w Toronto, zm. 11 marca 1950 w Stuart) – amerykański fizyk kanadyjskiego pochodzenia.

## Życiorys
Do 1910 studiował na Uniwersytecie w Toronto, później w Niemczech, w 1914 udał się do USA, gdzie w 1916 uzyskał doktorat na University of Chicago. Był jednym z twórców spektrometrii mas, w 1918 zbudował spektrometr mas, wykładał na University of Chicago, gdzie w 1927 został profesorem. W 1936 wraz z Kennethem Bainbridge’em i Austriakiem J. Mattauchem opracował typ spektrometru mas o podwójnym ogniskowaniu. Odkrył wiele izotopów, m.in. uran 235 (w 1935) używany w konstrukcji bomb atomowych.